# Inmigración polaca en Venezuela
La inmigración polaca en Venezuela se inició a raíz la Segunda Guerra Mundial y las consecuencias que implicó para el país, así como por cuestiones políticas tras la creación del Pacto de Varsovia. Ello causó que los ciudadanos polacos, incluyendo aquellos de origen judío, buscasen asentarse en el país en búsqueda de mejores condiciones de vida. Hoy en día la comunidad polaca en Venezuela se encuentra dispersada por todo el país, y su número se calcula entre 4000 y 8900 habitantes. Las mayores concentraciones se evidencian en las grandes ciudades como Caracas, Maracaibo, Valencia y Maracay.

## Historia
Venezuela fue siempre observada por los polacos como un destino válido para emigrar, visión que era potenciada por el interés de intercambio en materia agrícola entre ambos países, y por las dificultades para ser recibidos en países tradicionales y con comunidades polacas más numerosas como Estados Unidos y Canadá en América del Norte, y Brasil y Argentina en América del Sur. Pero la verdadera inmigración polaca a Venezuela ocurrió a mediados del siglo XX.
La primera ola de inmigrantes arribó a los puertos venezolanos durante los años de la Segunda Guerra Mundial, cuando los polacos de origen judío se movilizaran del país para escapar del Holocausto perpetrado por la Alemania nazi y buscar mejores condiciones de vida en el continente americano.
La segunda oleada ocurrió en el período de la posguerra, entre 1946 y 1948. Los sobrevivientes judíos de nacionalidad polaca buscaron reunirse con sus familiares en territorio venezolano. Con ellos llegaron añadidamente varios soldados veteranos del conflicto, que habían prestado servicio para los ejércitos de los Aliados en Gran Bretaña, Francia e Italia. Esta comunidad zarpó desde Bremerhaven junto con otras nacionalidades y arribaron a La Guaira y Puerto Cabello en 1947.
La tercera fase de inmigración se suscitó entre 1953 y 1958. Esta vez la ola migratoria fue causada por el clima represivo del Gobierno comunista polaco, y protagonizada tanto por judíos y, en mayor parte, por civiles y disidentes políticos que se oponían al gobierno de ese momento que gobernó hasta 1989. Entre los años 1972 y 1974 llegó a Venezuela un grupo de 30 músicos bajo contrato de la Agencia Artística Polaca con la  Orquesta Sinfónica de Maracaibo.  Eran profesionales destacados en su campo y su valor educativo fue reconocido por José Antonio Abreu, el entonces ministro de Cultura. Él tenía la idea de crear un sistema pionero de orquestas infantiles y juveniles,  para lo cual necesitaba buenos 
maestros.  Muchos de esos músicos polacos han participado en ese proyecto que dio una oportunidad a los niños dotados, independientemente de su origen y estatus social, de desarrollar su talento musical y participar en conciertos por todo el mundo.
Una vez en Venezuela, la comunidad polaca evidenció una gran capacidad de adaptación a su nueva situación, y conservaron sus tradiciones y costumbres. Hoy en día, su presencia se ha evidenciado con el establecimiento de pequeños negocios familiares. Algunos de sus miembros han sido desde músicos hasta doctores y académicos.
En el 2010 las relaciones entre Venezuela y Polonia quedaron plasmadas en el mural “Federico Chopin, la música conecta las culturas”  de Caracas. El alcalde de Baruta, Gerardo Blyde, señaló que “la embajada de Polonia nos pidió un mural y el resultado ha sido esta grandiosa obra hecha por los más importante grafiteros de Europa, con colaboración de gente de la cultura, nuestra alcaldía, la embajada y la gobernación de Miranda. El esfuerzo dio sus frutos y esta es una muestra de cultura, y de que Chopin no solo es polaco, sino que también forma parte de nosotros”.  Por su parte, el embajador de Polonia en Venezuela, Jacek Hinz, expresó  “grafiteros polacos pasaron semanas aquí y de esa manera estas dos culturas se unieron y ahora tenemos más cosas en común en Venezuela”.

## Emigración de nobleza polaca a Venezuela
El miembro de la familia real de Prusia más destacado que emigró a América Latina fue sin dudas, Karl Graf von Luxburg Schoenaich-Carolath (Karl Ludwig Graf von Luxburg Furst zu Carolath-Beuthen und Prinz von Schoenaich-Carolath / Karl Ludwig Conde de Luxburg Príncipe de Carolath-Beuthen y Príncipe de Schoenaich-Carolath), uno de los alemanes más influyentes y ricos en América, sus títulos de la familia real del imperio de Prusia (que incluía a Polonia)  le permitían resolver los conflictos más agudos entre polacos y alemanes en el territorio de Venezuela gracias a su amistad con el presidente Isaías Medina Angarita.